# Townsendia argyrata
Townsendia argyrata är en tvåvingeart som beskrevs av Charles Howard Curran 1926. Townsendia argyrata ingår i släktet Townsendia och familjen rovflugor.
Artens utbredningsområde är Puerto Rico. Inga underarter finns listade i Catalogue of Life.